# Pesco Sannita
Pesco Sannita là một đô thị ở tỉnh Benevento trong vùng Campania, có vị trí khoảng 70 km về phía đông bắc của Napoli và khoảng 11 km về phía bắc của Benevento. Tại thời điểm ngày 31 tháng 12 năm 2004, đô thị này có dân số 2.156 người và diện tích là 24,1 km².
Pesco Sannita giáp các đô thị: Benevento, Fragneto l'Abate, Fragneto Monforte, Pago Veiano, Pietrelcina, Reino, San Marco dei Cavoti.